# His Majesty Hospital Ship
HMHS è l'acronimo che identifica la frase inglese Her/His Majesty Hospital Ship, prefisso usato dalle imbarcazioni adibite per il trasporto ospedaliero, o comunque con funzioni ospedaliere.
La più celebre nave che abbia mai avuto tale prefisso nel nome è il HMHS Britannic, sorella del RMS Titanic, naufragata a seguito di una mina tedesca.
Una nave dovrebbe usare il prefisso solamente nell'esercizio delle sue funzioni ospedaliere, per cambiarlo nuovamente quando fosse "fuori servizio" al nome standard con il prefisso SS.